# Gilbert Newton Lewis
Gilbert Newton Lewis, membru străin al Royal Society (n. 25 octombrie 1875 – d. 23 martie 1946) a fost un chimist fizician american, cunoscut pentru descoperirea legăturii covalente și pentru introducerea conceptului modern de pereche de electroni. 
A introdus structurile Lewis și a adus contribuții în domeniul teoriei legăturii de valență, care a ajutat la realizarea teoriilor moderne legate de legăturile chimice. 
De asemenea, a activat în diferite ramuri ale chimiei fizice, precum termodinamica, fotochimia și separarea izotopilor. Un alt concept folosit des în chimia modernă și introdus de acesta este teoria acido-bazică Lewis.
A introdus mărimea molalitate legată de compoziția soluțiilor sau amestecurilor de substanțe, mărime raportată la masa solventului.